# Copa Mayor
La Copa Mayor (En inglés Mayor's Cup) es un trofeo de waterpolo para selecciones que se celebra en Moscú, Rusia.
Este torneo está supervisado por la Liga Europea de Natación.

## Palmarés
| Año  | Primero | Segundo | Tercero      | Cuarto |
| ---- | ------- | ------- | ------------ | ------ |
| 2010 | Rumania | Grecia  | Países Bajos | Rusia  |
| 2009 | Rumania | Rusia   | Serbia       |        |